# William Seagrove

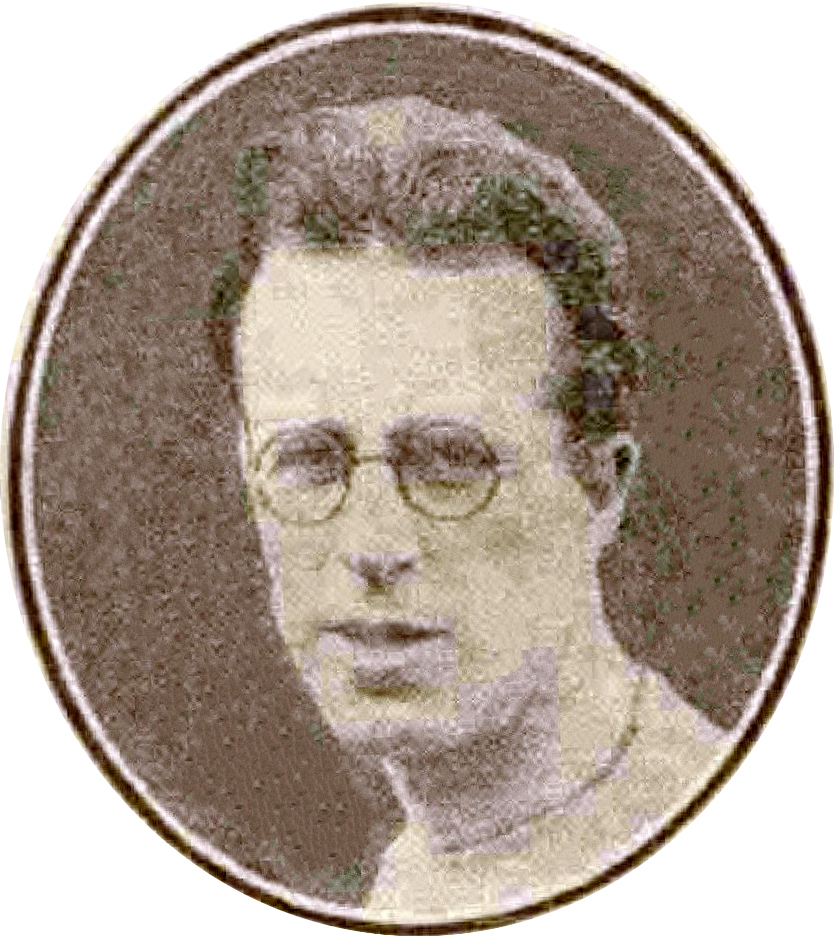

William Raymond Seagrove (* 2. Juli 1898 in London; † 25. Juni 1980 in Seaford) war ein britischer Mittel- und Langstreckenläufer.
Bei den Olympischen Spielen 1920 wurde er Sechster über 5000 m mit seiner persönlichen Bestzeit von 15:21,0 min. Beim Mannschaftsrennen über 3000 m kam er auf den neunten Platz (unter Berücksichtigung der Streichresultate Platz 8) und gewann mit dem britischen Team Silber.
Beim 3000-Meter-Mannschaftsrennen der Olympischen Spiele 1924 in Paris kam er als sechstes Mitglied des britischen Teams auf den 16. Platz. Obwohl er damit ein Streichresultat abgeliefert hatte, wurde er wie der Rest der britischen Mannschaft mit der Silbermedaille ausgezeichnet.
1924 wurde er englischer Meister im Meilenlauf mit seiner persönlichen Bestzeit von 4:21,2 min.